# Tâm lý học sức khoẻ
Tâm lý học sức khỏe là nghiên cứu về các quá trình tâm lý và hành vi trong y tế, bệnh tật, và chăm sóc sức khỏe.  Liên quan đến việc hiểu các yếu tố tâm lý, hành vi và văn hóa góp phần vào sức khỏe thể chất và bệnh tật như thế nào. Yếu tố tâm lý có thể ảnh hưởng trực tiếp đến sức khỏe. Ví dụ, tình trạng căng thẳng môi trường xảy ra kinh niên  ảnh hưởng đến trục hạ đồi - tuyến yên - thượng thận, tích lũy, có thể gây hại cho sức khỏe. Các yếu tố hành vi cũng có thể ảnh hưởng đến sức khỏe của một người. Ví dụ, một số hành vi nhất định có thể, theo thời gian, gây hại (hút thuốc lá hoặc tiêu thụ quá nhiều rượu) hoặc tăng cường sức khỏe (tham gia tập thể dục). Các nhà tâm lý học sức khỏe sử dụng phương pháp tiếp cận sinh thiết. Nói cách khác, các nhà tâm lý học sức khỏe hiểu sức khỏe là sản phẩm không chỉ của các quá trình sinh học (ví dụ như, một loại virus, khối u,...) mà còn về tâm lý (ví dụ như, suy nghĩ và niềm tin), hành vi (như thói quen) và quá trình xã hội (ví dụ như tình trạng kinh tế xã hội và sắc tộc).
Bằng cách hiểu các yếu tố tâm lý ảnh hưởng đến sức khỏe, và áp dụng một cách tích cực kiến thức đó, nhà tâm lý học sức khỏe có thể cải thiện sức khỏe bằng cách làm việc trực tiếp với từng bệnh nhân hoặc gián tiếp trong các chương trình y tế công cộng quy mô lớn. Ngoài ra, các nhà tâm lý học sức khỏe có thể giúp đào tạo các chuyên gia chăm sóc sức khỏe khác (ví dụ: bác sĩ và y tá)  để tận dụng kiến thức qua quá trình học tập và làm việc, khi điều trị bệnh nhân. Nhà tâm lý học sức khỏe làm việc trong nhiều bối cảnh khác nhau: cùng với các chuyên gia y tế khác trong bệnh viện và phòng khám, trong các phong ban y tế công cộng làm việc trong các chương trình thay đổi hành vi quy mô lớn và các chương trình xúc tiến y tế, và trong các trường đại học và trường y khoa nơi họ giảng dạy và tiến hành nghiên cứu.
Mặc dù khởi đầu sớm của nó có thể được chọn từ lĩnh vực tâm lý học lâm sàng, bốn bộ phận khác nhau trong tâm lý sức khỏe và một lĩnh vực liên quan, tâm lý sức khỏe nghề nghiệp (OHP), đã phát triển theo thời gian. Bốn bộ phận bao gồm tâm lý sức khỏe lâm sàng, tâm lý y tế công cộng, tâm lý sức khỏe cộng đồng và tâm lý sức khỏe thiết yếu. Các tổ chức chuyên nghiệp cho lĩnh vực tâm lý sức khỏe bao gồm Phòng 38 của Hiệp hội Tâm lý học Hoa Kỳ (APA), Bộ phận Tâm lý sức khỏe của Hiệp hội Tâm lý Anh (BPS), và Hội tâm lý học sức khỏe châu Âu. Chứng nhận nâng cao ở Mỹ với tư cách là nhà tâm lý học sức khỏe lâm sàng được cung cấp thông qua Hội đồng tâm lý học chuyên nghiệp Hoa Kỳ.